# Le Diable rouge
Le Diable rouge est une pièce de théâtre écrite par Antoine Rault et mise en scène par Christophe Lidon. Cette pièce a reçu sept nominations aux mois Molière 2009.

## Argument
La pièce retrace les derniers mois de la vie de Mazarin, principal ministre du jeune roi Louis XIV dont il achève la formation de souverain. Assisté de Bernouin, son fidèle premier valet, le cardinal souhaite achever son œuvre en signant la paix avec l'Espagne, contre laquelle la France est en guerre depuis trente ans, et qui a ruiné les finances du royaume. La reine-mère Anne d'Autriche tente de convaincre le roi de choisir le mariage de raison avec l'infante d'Espagne, ce qui mettrait fin à la guerre, contre un mariage de passion avec Marie Mancini, la nièce de Mazarin. Colbert use de son influence pour préparer son accession à la surintendance des finances à la mort du cardinal.

## Personnages
- Jules Mazarin : Claude Rich
- Anne d'Autriche : Geneviève Casile (à Paris) puis Béatrice Agenin (en tournée)
- Louis XIV : Adrien Melin
- Colbert : Bernard Malaka
- Marie Mancini : Alexandra Ansidei
- Bernouin : Denis Berner

## Message rumeur
À partir de 2008 commence à se répandre sur le web un texte extrait de la pièce. 
Des personnes l'ayant reçu par email, ou lu sur des blogs cherchent à en savoir l'origine et en vérifier la véracité historique. En 2010 le site web Le Guichet du savoir (tenu par la Bibliothèque municipale de Lyon) y répond, extrait : « Est-ce que la conversation entre Mazarin et Colbert que vous nous rapportez est vraie ? — Incontestablement : non ! Il s’agit d’un extrait d’une œuvre de fiction. » En 2013, ce texte est discuté sur le forum du site web HoaxBuster.